# The Asylum (Monsters 9 LP)
The Asylum (Monsters 9 LP), tytułowany w skrócie The Asylum – trzynaste wydawnictwo z serii Monsters producenta muzycznego Figure'a, wydane 10 października 2018 roku przez DOOM Music. Jest to pierwszy album koncepcyjny w serii.

## Lista utworów
1. "Welcome to the Asylum" (feat. Don't Kill It)  - 5:22
2. "Dr. Death" (feat. Dack Janiels)  - 4:16
3. "Patient 138" - 4:00
4. "Dissociative Identity" (feat. 2FAC3D)  - 4:20
5. "The Sound of Surgery (Binaural)" - 2:16
6. "Lobotomy" (feat. Born I Music)  - 4:03
7. "The Voices" (feat. Hatch)  - 2:26
8. "Shock Therapy" - 4:00
9. "Schizophrenia" - 2:51
10. "Ear Drill Operation" - 2:03
11. "Sleep Paralysis" - 2:46
12. "The Escape" (feat. Don't Kill It)  - 4:03
13. "Uncompromising Darkness" (feat. Hatch)  - 1:38